# Castell de Barba-rossa
El Castell de Barba-rossa, dit així pel sobrenom del corsari otomà Khair ed-Din Barba-rossa, que el va conquistar el 1535, es troba al municipi d'Anacapri, a Campània. La data de construcció no n'és pas segura, potser es remunta a la fi del segle ix.
L'estructura, de la qual només resten ruïnes, fou propietat des del 1898  del metge suec Axel Munthe, que després la donà a la fundació homònima. En l'estructura, el territori adjacent de la qual és ric en botànica, hi ha una estació ornitològica.

## Història
No se sap pas amb certesa quan es va construir el castell, tot i que se'n documenta l'existència a la fi del segle x. El va alçar la ciutat d'Amalfi, que l'utilitzà per a vigilar l'illa de Capri.
Al principi fou propietat d'Adelferio, fill de Sergio d'Amalfi, que va descriure la zona com Anglum ad Castellum (literalment 'la cantonada a prop del castell'), i fou venut, amb les altres possessions d'Anacapri (com Artimo, Orrico i Gradola), a Giovanni, comte de Capri, el 15 de novembre del 988. El document fa referència a «unam silvam ad angulum ipsum castellum». Protegida per la fortalesa, la zona va gaudir d'un període d'estabilitat als segles X i XI.
Durant la conquesta normanda del sud d'Itàlia, Amalfi es va rebel·lar algunes vegades contra el domini normand i això els va portar a modernitzar també les fortificacions de Capri. Dins del castell es van fer noves estances, i una capella amb volta extradossada. El 1129, Roger II de Sicília envià una flota comandada per l'almirall Jordi d'Antioquia contra la rebel República d'Amalfi. Per a véncer la resistència de la ciutat, els normands atacaren les fortificacions que l'envoltaven: Capri, on van morir la majoria dels civils, fou la segona a caure després de les illes de Li Galli.
En resposta a l'evolució de les tècniques de setge i les armes de foc, la fortalesa es modernitzà al segle xiii amb la construcció d'una torre cilíndrica escarpada, dues cortines, mènsules per a les lladroneres i altres elements.
Durant el segle xv l'illa de Capri va sofrir molts atacs de corsaris musulmans, durant els quals la població es refugiava a la fortalesa. El 1535, però, els pirates otomans seguidors de Khair er-Din Barba-rossa i Turgut Reis van aconseguir prendre el castell, que fou destruït, i la població que hi havia buscat refugi fou segrestada. Tot i que es va reconstruir la fortalesa, les obres mai no es van completar perquè els constructors napolitans encarregats no hi tenien prou experiència. Per tant, deixada a cura dels habitants d'Anacapri, la fortalesa roman inacabada.
Al segle xviii s'indica la ubicació del castell en alguns tractats de geografia. Va tornar a emprar-se amb finalitats bèl·liques a la primeria del segle xix, reforçada tant pels anglesos (1806), que van construir matacans per a fusellers i un polvorí, com pels francesos (1808), que hi van construir una muralla que, des del castell, arribava al final de l'escala fenícia. Amb l'interés per les troballes arqueològiques i l'entorn mediterrani a mitjan segle xix,  el castell -descrit per un viatger de l'època com «una ruïna immersa en una natura salvatge i encantadora»- esdevingué objecte de curiositat.
El 1898, el castell de Barba-rossa fou comprat, amb el territori circumdant, pel metge suec Axel Munthe, que, com que odiava la caça, el va convertir en un "santuari d'ocells". La zona era famosa per la caça de guatles i Munthe no va trobar el favor de la població de Capri en imposar la prohibició.
Després de la mort d'Axel Munthe, del 16 de juny del 1950 ençà, el castell formà part de la Fundació Axel Munthe i ara és propietat del consolat suec amb seu a la Vil·la San Michele.

## Descripció i estructura

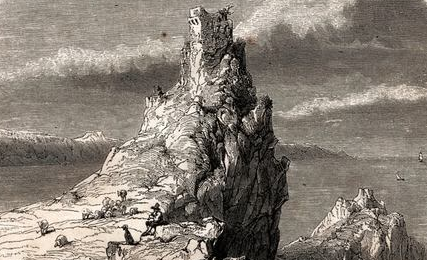
Les ruïnes del Castell de Barba-rossa en una imatge realitzada del 1854

El Castell de Barba-rossa és a 412 metres sobre el nivell de la mar en una esplanada de 250 m² que dona a la muntanya Solaro.
La construcció és de planta quadrangular, un dels murs, però, és semicircular. Les ruïnes de la part més alta, a més a més de ser el nucli de l'edifici, corresponen a la zona residencial del senyoriu; ací hi ha una capella amb sostre voltat, absis i un campanaret. Al dessota, n'hi ha un aljub, que s'ha emprat de magatzem. Al costat de la capella, hi ha una segona sala de la qual es conserven alguns elements arquitectònics, com ara la coberta amb volta, una petita escletxa i una obertura en arc. Una altra cambra és coberta per un àtic amb bigues de ferro i es fa servir d'habitació per al personal.
La fortalesa fou construïda amb paredat, amb pedra local. Les cobertes estan compostes per voltes i els terres són de majòlica.
Dels elements de defensa, resten dues torres, a la part inferior de l'estructura: la primera, de planta quadrada, alçada en època suàbia; i la segona, de planta circular, d'època angevina.

## Botànica
La fortalesa està envoltada de màquia baixa, que es veu afectada per la sequera, fins a quasi esdevenir garrigar.
Entre les espècies vegetals autòctones, n'hi ha arboç, coronil·la, eufòrbia, bruc, ginesta i murta. A l'hivern hi floreixen l'anemone, l'asfòdel, la brassica, el xuclamel, el safrà i l'estepa rosa i blanca.
A prop del castell hi ha pins blancs, que van sobreviure als incendis del 1972 i 1987 que afectaren la pineda plantada al 1901 per Axel Munthe.

## Ornitologia
El castell de Barba-rossa alberga l'estació ornitològica de Capri. La muntanya sobre la qual s'alça la fortalesa és una important escala per a ocells migradors que sobrevolen la Mediterrània des d'Europa fins a Àfrica durant l'hivern i en sentit contrari a la primavera.
L'activitat ornitològica a l'illa, la va ser començar la Societat Ornitològica Sueca al 1956, a la qual es va unir als 1980 la Lliga Italiana per a la Protecció d'Ocells (LIPU), més tard substituïda pel Centre d'Anellament de l'Institut Superior per a la Protecció i la Recerca del Medi Ambient de Bolonya. El centre empra l'illa com a estació per a recollir dades relatives al sexe, edat, espècie, grandària i pes dels ocells capturats amb xarxa. Abans de ser alliberats, se'ls col·loca un anell metàl·lic que, en cas que es tornen a capturar, permet seguir-los el moviment.
Encara hi ha activitats de recerca sueques a l'illa, gestionades per l'estació ornitològica de l'illa d'Öland. Amb el temps, la recerca hi ha anat canviant: abans estudiava les migracions de primavera i tardor; més recentment, tenen projectes sobre orientació d'ocells, transmissió de malalties i estudis de migració de papallones.